# Grönländsk nordiska
Grönländsk nordiska är ett utdött västnordiskt språk som talades i de skandinaviska bosättningarna på Grönland i olika utvecklingsskeden från 986 fram till 1400-talet.
Det lingvister har kunnat lära sig om språket kommer främst ifrån grönländska runinskrifter. Fornlämningarna visar bland annat på ett relativt tidigt skifte från ”þ” till ”t” i början av ord, vilket senare blev fallet i östnordiskan (danska, svenska), men även på att språket bevarade vissa egenskaper som andra nordiska språk blivit av med tidigare. Utifrån detta betraktas ofta vissa runinskrifter som karakteristiskt grönländska, och då de hittas utanför Grönland tyder de ofta på resande grönländare.

## Þ–T-skiftet
Exempel på t-skiftet syns exempelvis på Kingittorsuaqstenen från tidig medeltid.
|                  | |
| Runskriften      | ᛂᛚᛚᛁᚴᚱ᛫ᛍᛁᚴᚢᛆᚦᛍ᛬ᛍᚮᚿ᛬ᚱ᛫ᚮᚴ᛫ᛒᛆᛆᚿᚿᛂ᛬ᛐᚮᚱᛐᛆᚱᛌᚮᚿ᛬ ᚮᚴᛂᚿᚱᛁᚦᛁ᛫ᚮᛍᛍᚮᚿ᛬ᛚᛆᚢᚴᛆᚱᛑᛆᚴ᛫ᛁᚿ᛬ᚠᛦᚱᛁᚱ᛫ᚵᛆᚴᚿᛑᛆᚵ ᚼᛚᚮᚦᚢ᛫ᚢᛆᚱᛑᛆᛐᛂ᛫ᚮᚴᚱᛦᛑᚢ᛬                          |
| Translitteration | el͡likr · sikuaþs : so͡n:r · ok · baan͡ne : torta͡r son ok enriþi · os son : laukardak·in : fyrir · gakndag hloþu · ua͡rda te · ok rydu |
| Normalisering    | Ellingr Sigvaþs sonr ok Bjanne Tortærson ok Endridi Osson laugarðginn fyrir gangdag hloðu varða te og ruddu                        |
| Nusvenska        | Ärling Sigvats son och Björne Torfridsson och Endre Åsesson lördagen före gångdagen lade vård ”te och rydu”                        |

Sista biten verkar vara ett uttryck, typ som ”te och visa”. Te betyder ”visa” medan rydu har tolkats som besläktat med ruddy (”röjde”), jämför svenskans ”ryd” som betyder ”röjd mark”, då alltså kanske något i stil med ”visande och klart”, eller snarare ”ordentligt” med mera. Vård betyder röse.
Tortærson, som är en äldre kortform av ”Torfridsson”, stavas med T-runa istället för med Þ-runa som det annars gjordes i resterande nordiska språk, alltså Þorðærson. Amerikanske fornnordsspråkvetaren Jackson Crawford anmärker att Endridi (”Endre”) stavats med Þ-runa istället för en stungen T-runa för D vilket han tolkar som att runristaren stavat utifrån hur det stavats historiskt. Han bemärker även att ruddu torde stavas med Þ-runa, varför han förespråkar att ristaren inte använde Þ-runan naturligt, såsom om det ljudet inte längre var relevant och därmed blivit ersatt av /t/.
Vad som även syns är att H-runa framför L- och R-runor fortfarande används, såsom i hloðu (”laddade, staplade”), vilket antyder att grönländsk nordiska ändå var någorlunda konservativt och att t-skiftet torde skett inhemskt istället för via kontakt med fastlandet.

## Vidare information
- The Old Norse Language in Greenland, Jackson Crawford

### Fotnoter
1. ↑  Gunnar T. Jensen, Rasmus Rask (31 december 1961). ”Kveðja frá Kingigtorsuaq: Tilraun að skýra rúnirnar á steininum þaðan” (på isländska) (tidskrift). Lesbók. Morgunblaðsins. timarit.is. sid. 635–636. https://timarit.is/page/3287196#page/n5/mode/2up. Läst 3 december 2024.
2. 1 2  ”The Old Norse Language in Greenland” (på engelska) (videoklipp). Jackson Crawford (amerikanska fornnordsspråkvetare). youtube.com. 22 november 2024. https://www.youtube.com/watch?v=VeSjyN5hi3s. Läst 3 december 2024.